# Liza Zan Zuzzi
Liza Zan Zuzzi, nombre artístico de Edgardo Enrique Cabrera González, (Acapulco de Juárez, Gro. 3 de abril de 1991) artista drag y artista musical, principalmente conocida por ser finalista en la quinta temporada de “La Más Draga”, finalista en la primera temporada de “Versus Drag Queens: Edición México”, y ser presentadora del programa de entrevistas “Tras la Verdrag” en YouTube por el canal de “Pepe y Teo”.

## Carrera artística
Liza desde su infancia siempre mostró interés por las artes escénicas, principalmente por el Teatro, desenvolviéndose y participando en pequeños proyectos escolares, como presentaciones musicales y obras de teatro, también tomó clases de música y canto. Posteriormente al ingresar a sus estudios universitarios en el Tec de Monterrey a la licenciatura en Creación y desarrollo de empresas, es aquí donde dentro de su universidad comienza a participar en el área de Difusión cultural, y así tuvo la dicha de continuar con actividades de índole artístico. Una vez terminó su licenciatura, viaja a la ciudad de Nueva York para darse la oportunidad de estudiar actuación en la “NY Film Academy”.
Tiempo después, gracias a su formación y experiencia en el teatro y el maquillaje, empieza a brindar servicios de show travesti y karaoke para despedidas de soltera, apoyada por familia y amigos. Pero un punto que ella considera importante, es cuando ingresa a la competencia “Versus Drag Queen: México” y más adelante a “La Más Draga”, consolidando una carrera más formal como drag queen. 
Su nombre drag Liza tiene origen en el teatro, viene de la actriz y cantante estadounidense Liza Minnelli, mientras que sus apellidos Zan Zuzzi viene de la marca de maquillaje "Zan Zusi", ya que fue esa marca la que utilizó junto con amistades cercanas para sus primeros pasos en el Drag. Aunque originalmente también tenía pensado el nombre de Liza Acapulco, sin embargo, le pareció poco original.
En abril de 2023, Liza, con motivos del día de la niñez, participó en un show de cuentacuentos drag.
Liza cuenta con un programa de entrevistas nombrado “Tras la Verdrag”, en el canal de “Pepe y Teo” en YouTube, con intención de que conozcamos a varias participantes de algunas competencias drag en México.

## Programas
- Versus Drag Queens: Edición México, 2018 (Finalista)
- La más Draga 5, 2022 (Finalista)
- Toma mi dinerita,  2022 (Jueza)

## Teatro
| Año  | Título                       | Personaje    |
| ---- | ---------------------------- | ------------ |
| 2023 | Todo el Mundo Habla de Jamie | Laika Virgin |

## Discografía
| Canción        | Detalles                                                                                               |
| -------------- | --- |
| "Siete meses"  | Año de lanzamiento: 2021 Escrita por: Armando MP & Liza Zan Zuzzi                                      |
| "Vamos viendo" | Año de lanzamiento: 2021 Escrita por: Armando MP & Liza Zan Zuzzi                                      |
| "Ojos negros"  | Año de lanzamiento: 2021 Escrita por: Edgar Valerio y Emi Cano Interpretada por: MÄSH y Liza Zan Zuzzi |